# Teglio
Teglio es un municipio italiano de la provincia de Sondrio en la parte media de la Valtellina, con 4837 habitantes. Esta zona es la que probablemente dio nombre al valle.
Diversas estelas de la Edad del Bronce se encontraron en el año 1940 y actualmente se conservan en el museo arqueológico en el interior del Palacio Besta denominado Antiquarium tellinum. La Valtellina se convirtió en parte del Imperio romano en el siglo I y Teglio se convirtió en «Castrum». Después de la caída del Imperio romano, Teglio, como la Valtellina, tuvo después diversos señores sucesivos: ostrogodos, lombardos, Otón I, el Arzobispo de Milán y luego tierra en disputa entre Milán y Como, pasando a ser parte del Ducado de Milán en 1335. 
En 1500 la Valtellina pasó a dominio francés hasta la invasión de los grisones ocurrida en el año 1512. Durante su dominio, los grisones difundieron el protestantismo en Valtellina provocando feroces encuentros con los católicos. En 1797 Napoleón conquistó la Valtellina, incorporándola a la República Cisalpina. Con la caída de Napoleón, la Valtellina siguió el mismo destino que el resto de Lombardía.

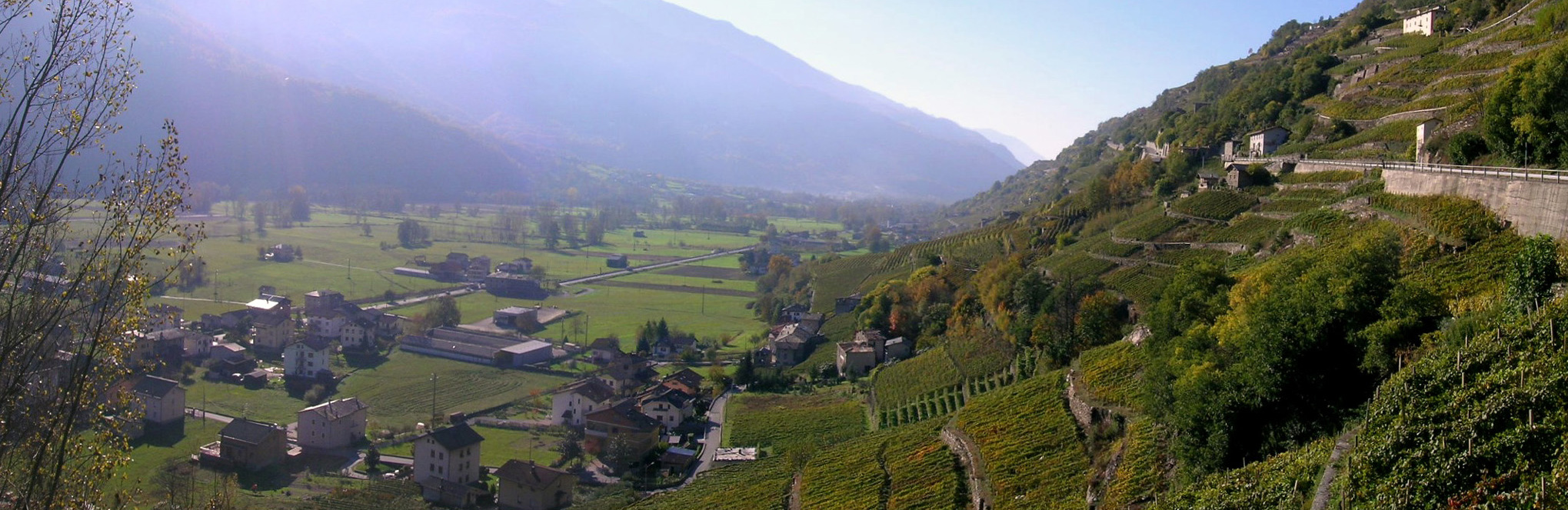
Viñedos, Valgella di Teglio.

## Evolución demográfica
| Gráfica de evolución demográfica de Teglio entre 1861 y 2001 |
|                                                              |
| Fuente ISTAT - elaboración gráfica de Wikipedia              |

## Galería fotográfica

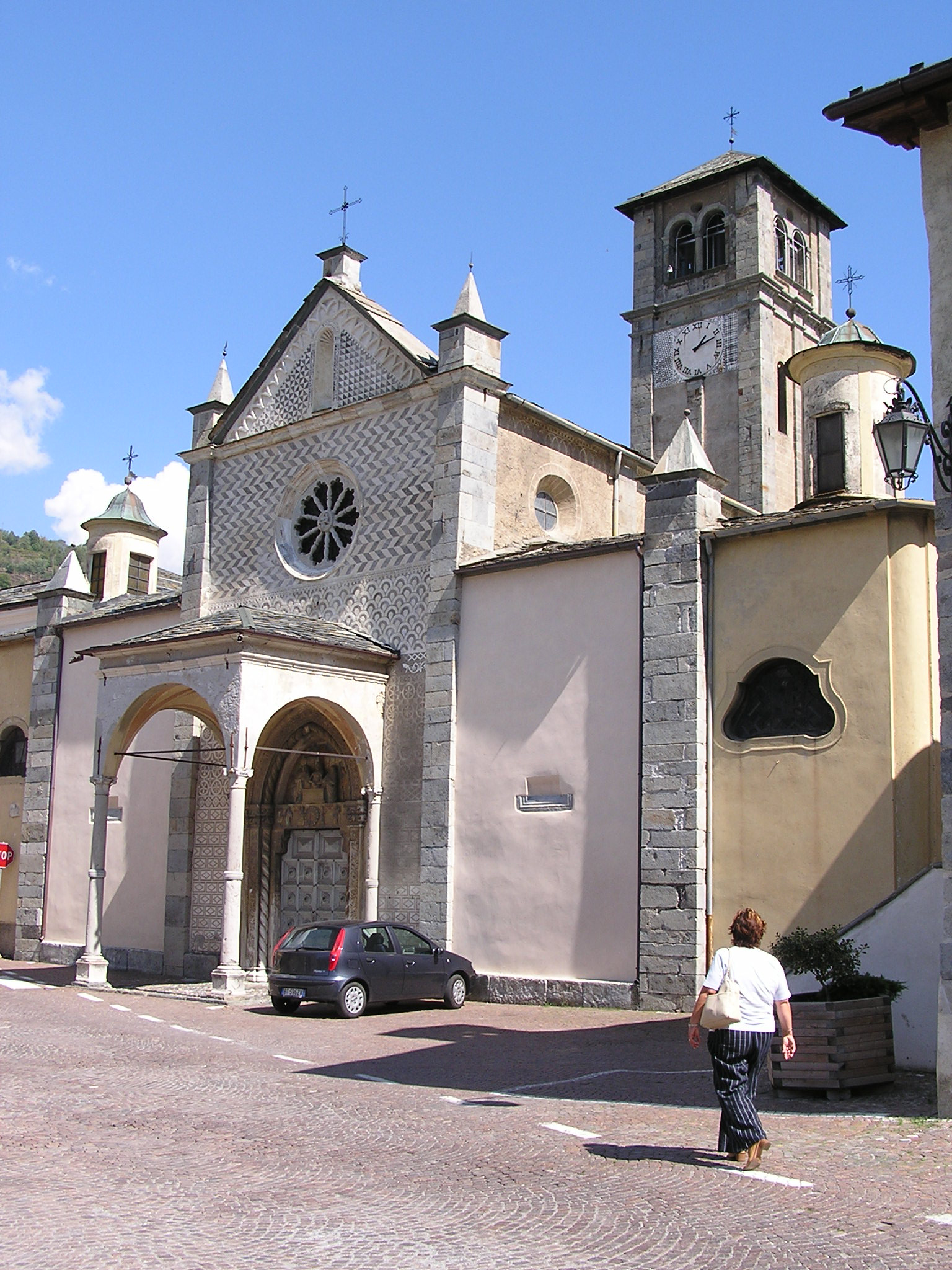
La iglesia parroquial de Santa Eufemia
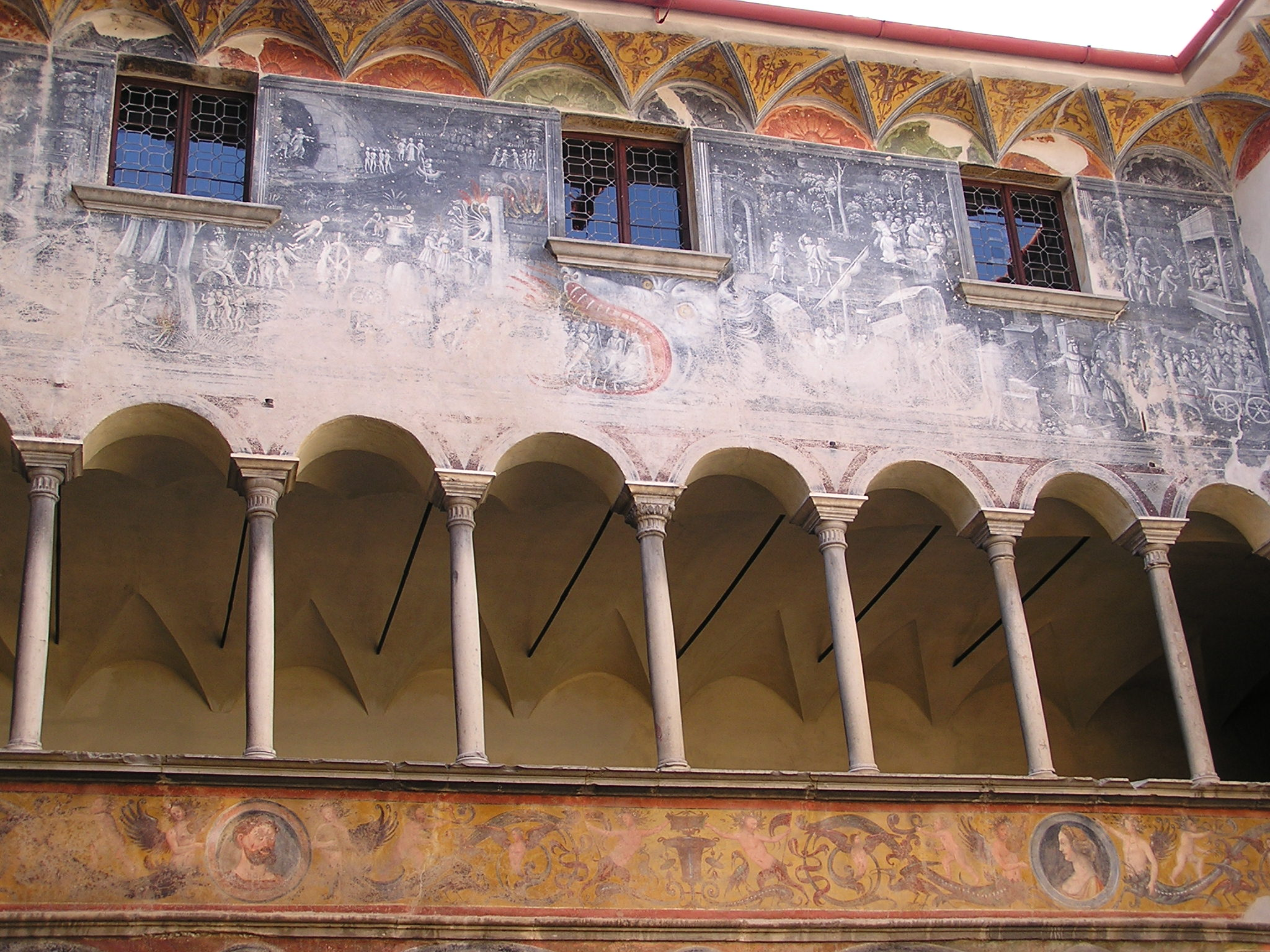
Fresco del patio interior del Palazzo Besta
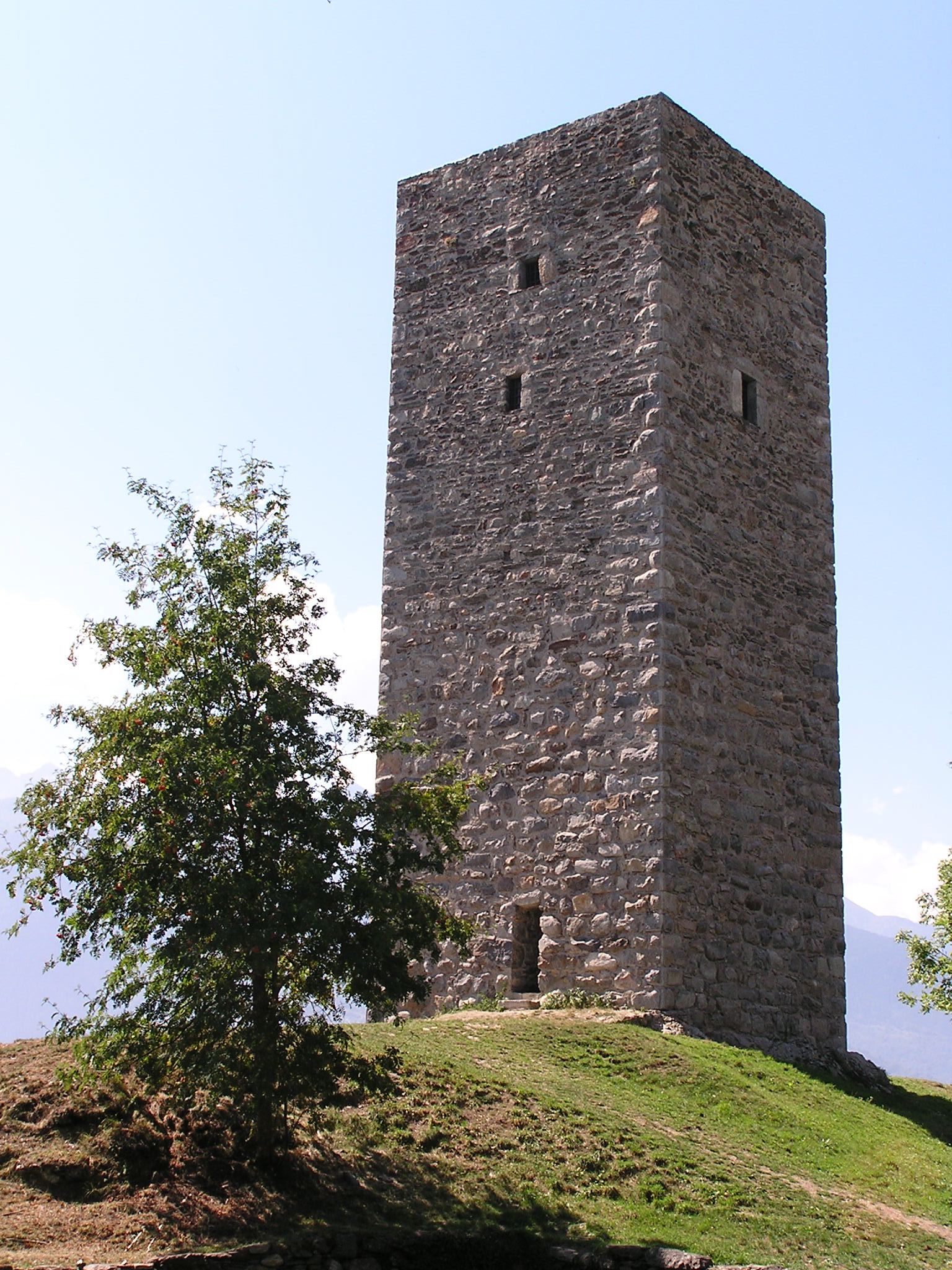
Torre de li beli miri, torre medieval símbolo de Teglio
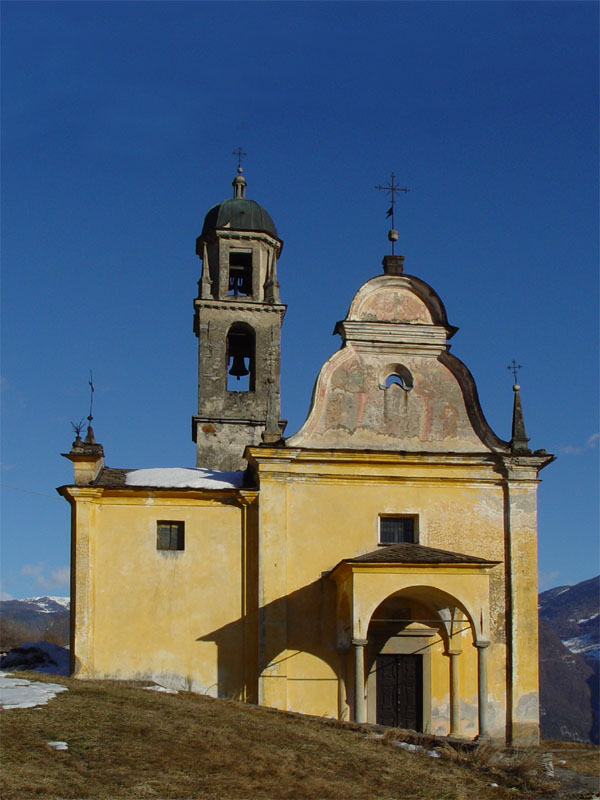
Iglesia de San Antonio